# Teatr ITP
Teatr ITP – grupa powstała na wiosnę 2001 roku z inicjatywy ks. Mariusza Lacha. Początkowo należeli do niego studenci polonistyki KUL. Podczas festiwalu kultury studenckiej "Kulturalia 2001" wystawili oni spektakl "Perła". Dobre przyjęcie zachęciło grupę do kontynuowania i poszerzenia działalności. Wówczas powstała nazwa: Inicjatywa teatralna polonistów. Teatr przygotowuje swoje spektakle przede wszystkim w Lublinie oraz na wyjazdowych warsztatach teatralnych.

## Idea
Główną ideą pracy członków teatru jest dzielenie się z widzem przesłaniem, przeżyciami, myślami dotyczącymi ważnych prawd ludzkiego życia. Narzędziem jest śpiew, taniec i wszystko, co tylko może kojarzy się z teatrem. Ogromny nacisk kładziony jest również na (czasem przebogatą, czasem prostą, choć stylową) scenografię. Aktorzy-studenci szkolą swe umiejętności wokalne, choreograficzne oraz aktorskie pod okiem zawodowych muzyków, aktorów, tancerzy, reżyserów.

## Dorobek
Dotychczasowy dorobek zespołu stanowi 39 spektakli: 
- 25 IV 2001 Perła
- 7 XI 2001 Toast
- 7 XI 2002 Historyja
- 6 V 2003 Nasze miasto według Thorntorna Wildera
- 8 XI 2003 Raj utracony według Johna Miltona
- 6 XI 2004 Józef
- 25 IV 2005 Niebieski ptak
- 5 XI 2005 Odysea
- 4 XI 2006 Historyja 2
- 12 V 2007 Szklana menażeria
- 20 X 2007 Opowieści papieskie
- 26 XI 2007 Peer Gynt
- 23 IX 2008 Historyja 3 (kameralnie)
- 14 XI 2009 Prorock
- 15 X 2010 Nowy Raj Utracony
- 5 XI 2011 Odysea (remake)
- 10 III 2011 Czarownice (w ramach Sceny Edukacyjnej ITP)
- 10 XI 2012 Don Kichot-prawdziwa historia człowieka z La Manchy
- 2 VI 2013 Spełniony Sen
- 9 XI 2013 Wesele Dawida
- 10 IV 2014 Opowieści papieskie 2014
- 23 VI 2014 Sobótka
- 28 XI 2014 Moria
- 11 IV 2015 Wizyta
- 17 X 2015 Faust. Więcej światła!
- 22 X 2015 Historie Jubilera
- 24 II 2017 Ifigenia
- 26 IX 2017 Prorock 2017
- 2 III 2018 Oskar i Róża
- 24 V 2018 Niebieski Ptak 2018
- 9 XI 2018 Sobowtóry
- 22 III 2019 Zazdrośnice
- 9 XI 2019 Pieśń nad pieśniami
- 1 III 2020 Misterium. Rzecz o śmierci i życiu
- 4 III 2021 Pizza
- 11 XI 2021 Sztukmistrz
- 21 X 2022 Józef (2022)
- 28 IV 2023 Szklana menażeria
- 7 X 2023 Odys płaczący

Spektakle prezentowane są w wielu miastach Polski, nie tylko w Lublinie, a nawet za granicą. Zespół grał również w Berlinie, teatrze ROMA w Warszawie, Łodzi, Opolu, Zielonej Górze, Gdyni, Białej Podlaskiej, Płocku, Elblągu, Częstochowie, Nowym Sączu, Nidzicy, Bydgoszczy, Różanymstoku, Świeciu, Mińsku Mazowieckim, Chełmie Oslo.

## Pracownicy artystyczni
- ks. Mariusz Lach – kierownik zespołu
- Kinga Moczydłowska – kierownik muzyczny